# 纽约市第一浸信会教堂

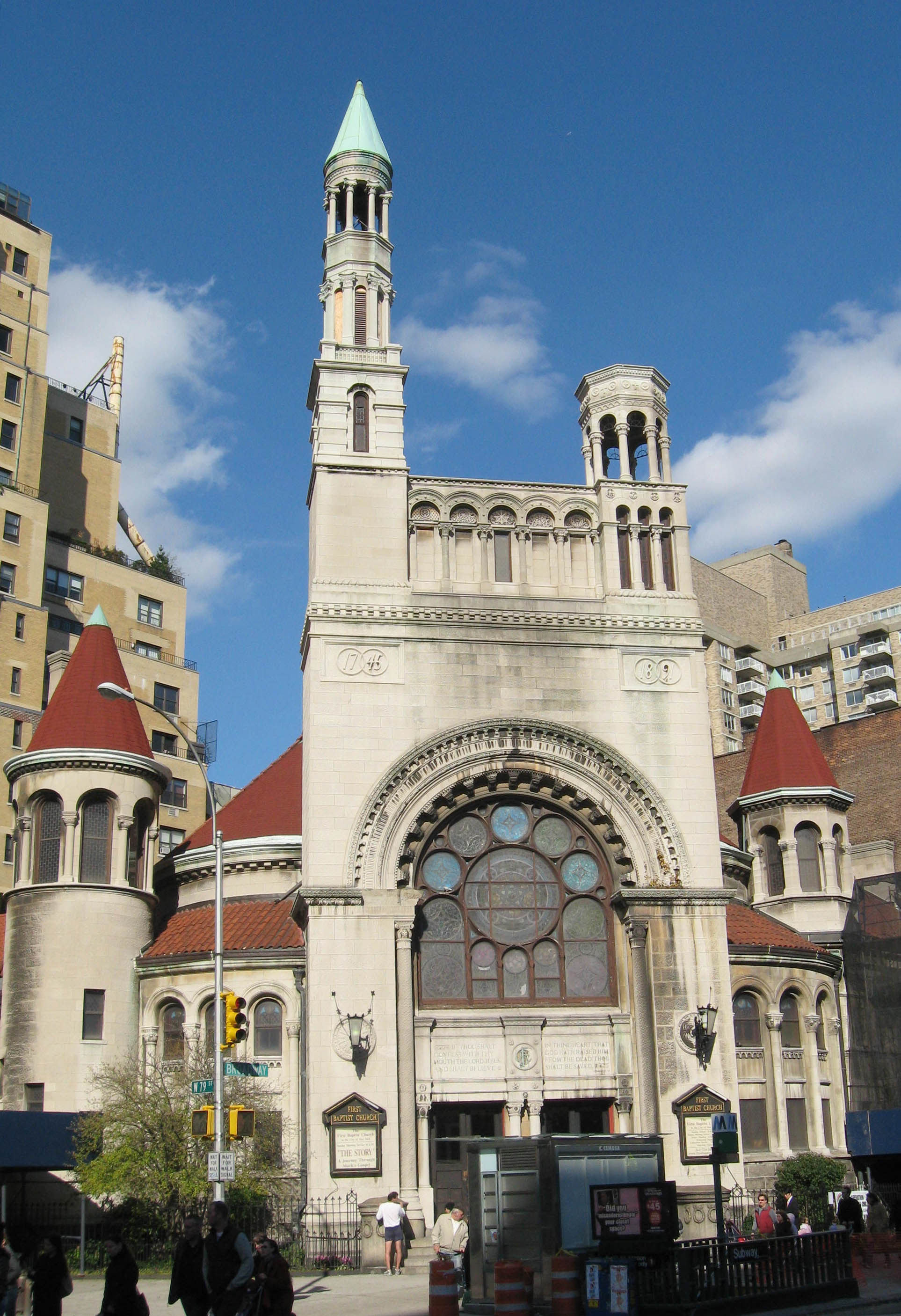
纽约市第一浸信会教堂

纽约市第一浸信会教堂（The First Baptist Church in the City of New York）是美国纽约市的一座教堂，位于曼哈顿上西城百老汇大道与79街路口，兴建于1891年。这是一座保守的、独立的、福音派的、差传导向的教堂，加入总部设在伊利诺伊州Schaumburg的纯正浸信会总联会（General Association of Regular Baptist Churches）。 